# Haus Zehender

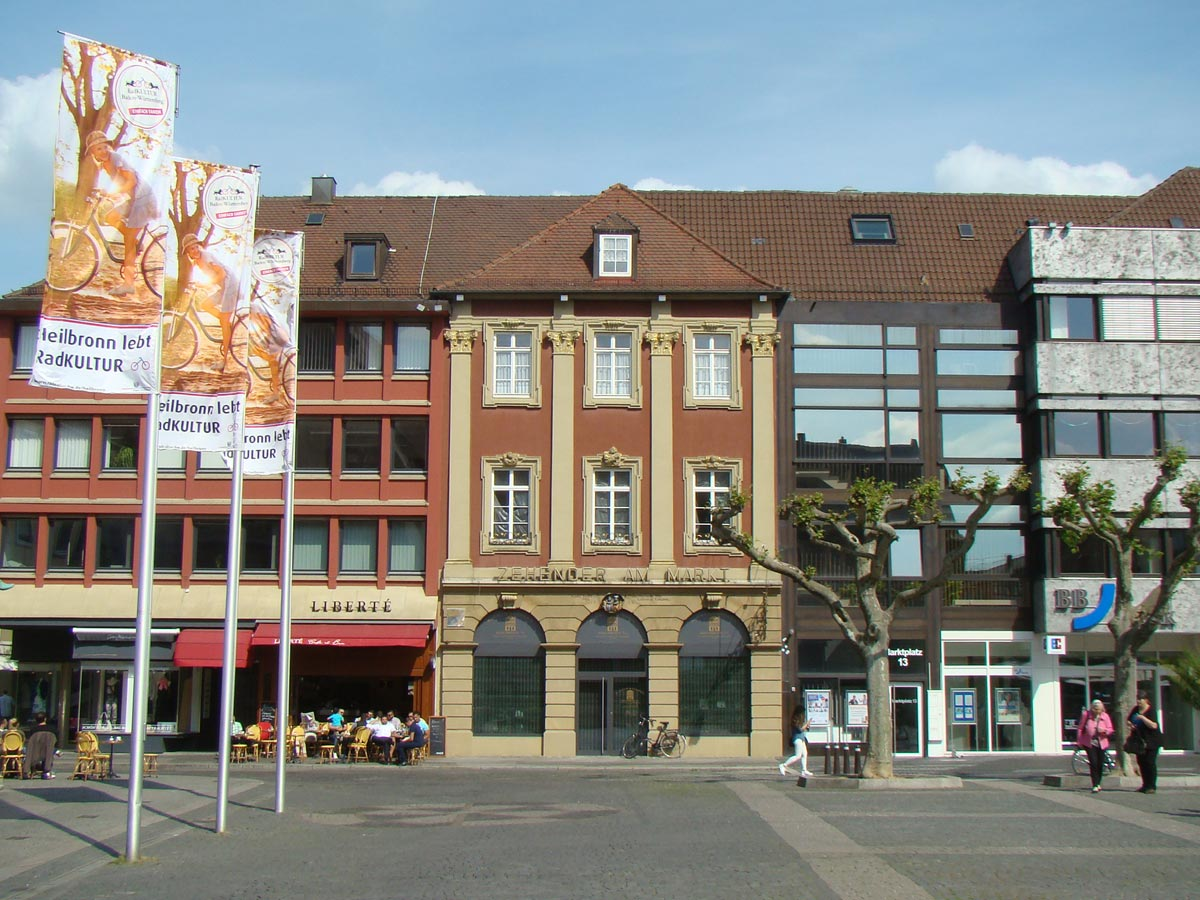
Haus Zehender am Marktplatz in Heilbronn, Foto von 2015

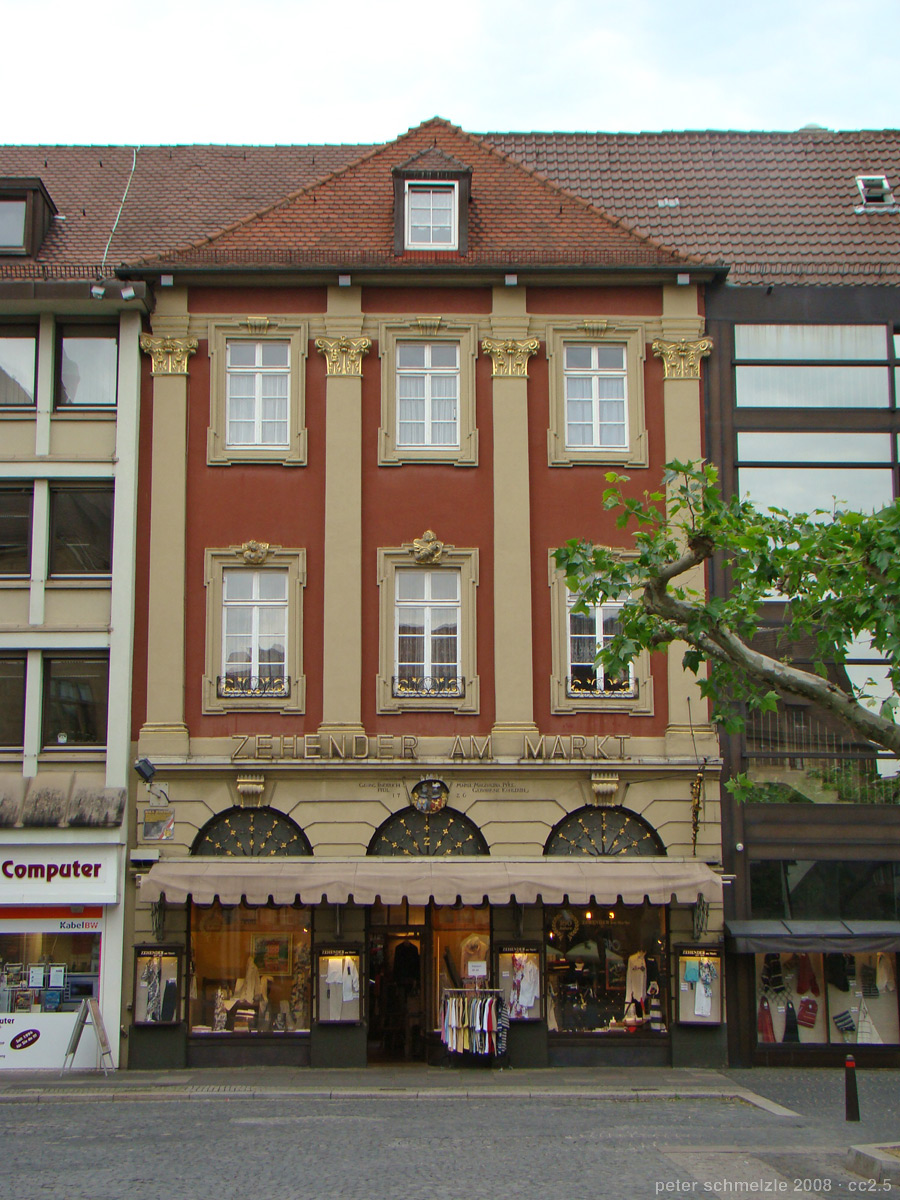
Haus Zehender am Marktplatz in Heilbronn, Foto von 2008

Das  Haus Zehender   ist ein barocker Profanbau am Marktplatz 12 in Heilbronn. Das Gebäude steht als Kulturdenkmal unter Denkmalschutz.

## Geschichte
Das Haus wurde 1726 durch die Witwe des Kaufmanns Georg Friedrich Pfeil erbaut. Es beherbergte eine 1848 von Louis Zehender gegründete Kurzwarenhandlung. Am 10. September 1944 wurde das Kulturdenkmal durch Bomben schwer beschädigt. Am 4. Dezember 1944 brannte es aus, wobei nur die Fassade erhalten blieb. Bis zum September 1948 wurde das Gebäude mit originalgetreuer Fassade wiederaufgebaut. Es ist damit neben dem Rathaus und den Kirchen eines der wenigen Gebäude in Heilbronn, die weitgehend nach historischem Vorbild wiederaufgebaut wurden. Links neben dem Haus Zehender befand sich vor der Zerstörung das Hotel Falken, rechts vom Haus Zehender stand bis 1948 das Rauch’sche Palais als Eckhaus zur Kaiserstraße.
Der Eigentümer Gerhard Zehender betrieb in dem Gebäude bis 2010 ein Textilkaufhaus und verkaufte es dann an den Juwelier Andreas Grimmeissen, der die Ladenfassade und die Geschäftsräume komplett und umfassend modernisieren ließ und das Gebäude seitdem nutzt.

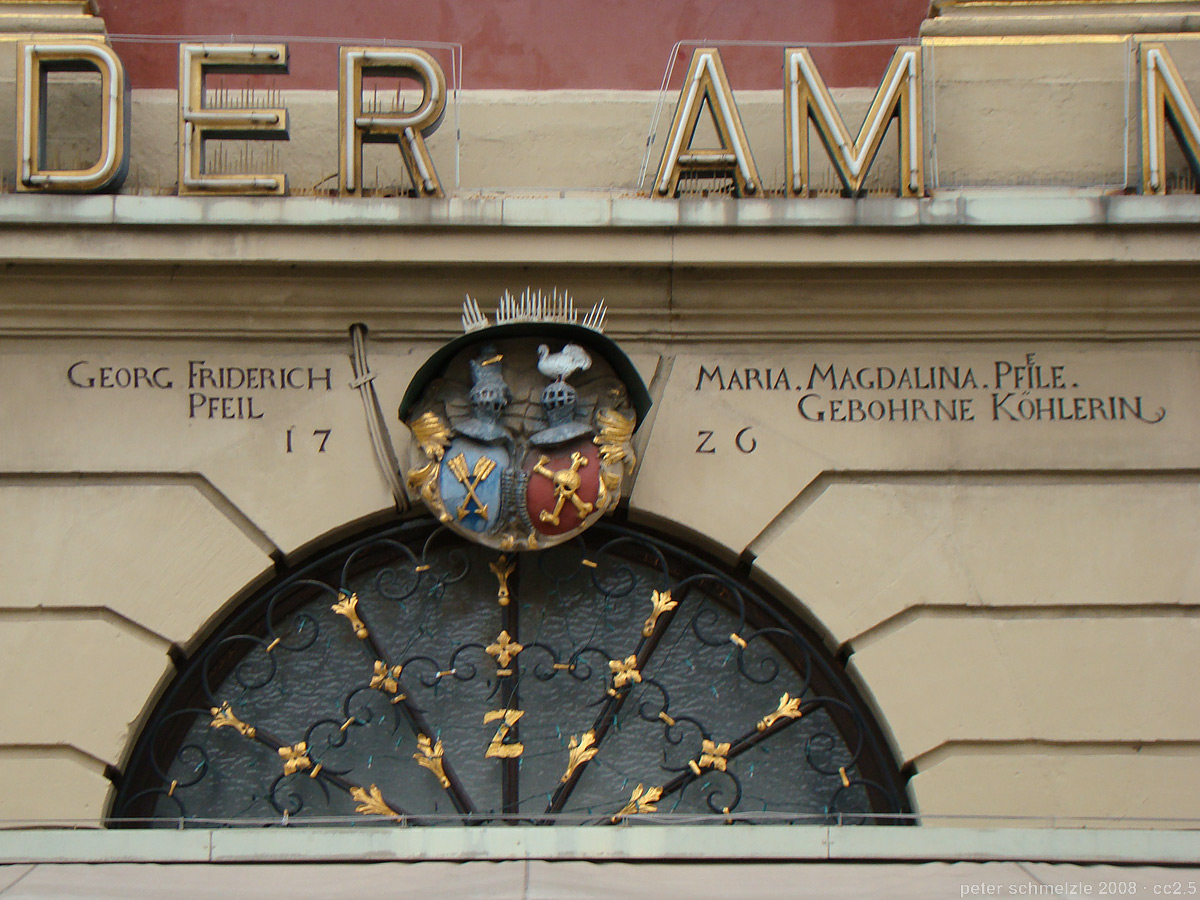
Bauinschriften an der Fassade
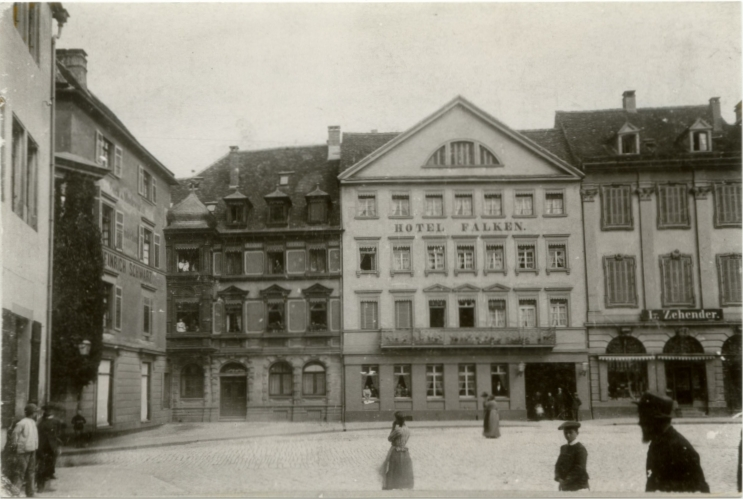
Haus Zehender (rechts am Bildrand) auf einer Fotografie von 1896